# Dr. Stay Dry
Dr. Stay Dry (auch DR. Staydry) ist eine Erfindung für ein Marketingkonzept des Konzerns Unilever für eine virale Axe-Werbung.

## Hintergrund
Die Figur Dr. Stay Dry wird als US-amerikanischer Rap-, R’n’B- und Hip-Hop-Sänger mit Behausung in New York beschrieben. Anfangs sollte das Lied Don’t Sweat That (The Whistle Song) mit Lumidee für den Werbe-Spot verwendet werden. Schließlich wurde es mit einem extra gedrehten Musikvideo am 18. April 2008 in Deutschland veröffentlicht.
Am 5. Mai 2008 stieg Don’t Sweat That auf Platz 16 in die deutschen Charts ein. In Österreich stieg die Single auf 54 ein und konnte sich noch auf 45 verbessern.

## Diskografie

### Singles
- 2008: Don’t Sweat That (The Whistle Song) (feat. Lumidee)